# Sơn pháo

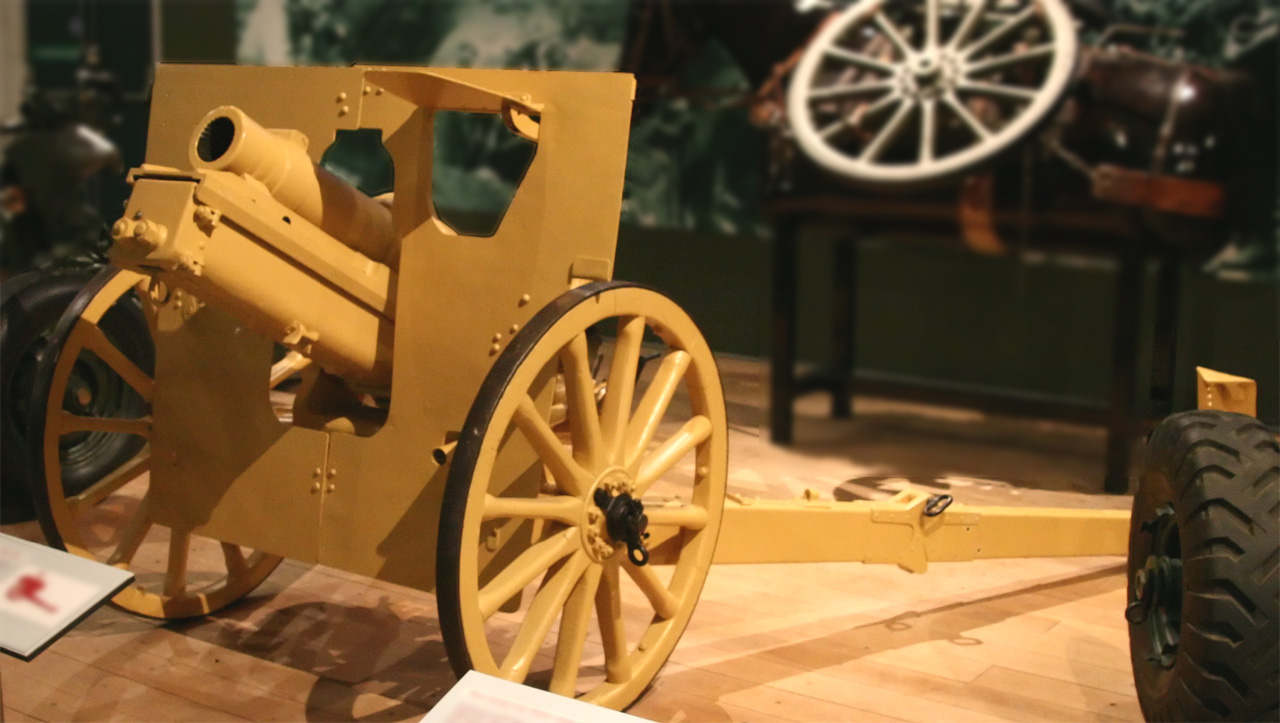
Sơn pháo 94 mm của Anh

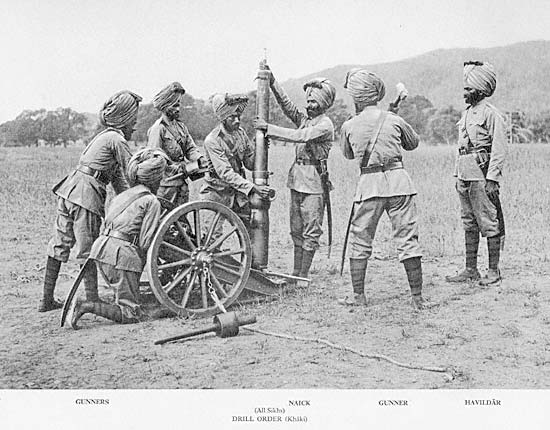
Quân Ấn Độ thuộc Anh năm 1895, đang nhồi đạn vào sơn pháo

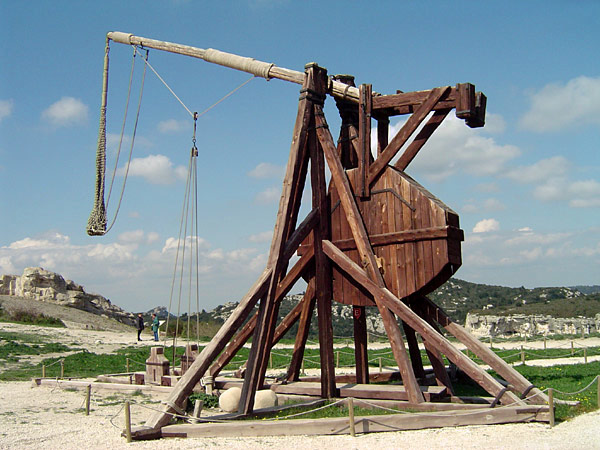
Máy bắn đá cố định, sơn pháo cổ trong ngôn ngữ phương Đông

Sơn pháo là loại pháo xuất hiện cuối thế kỷ 19, dùng đến đầu thế kỷ 20, nay đã bỏ. Đặc điểm phân biệt pháo với sơn pháo là việc đường đạn của nó có dạng cầu vồng đặc trưng. cũng vì vậy mà ngày nay sơn pháo đã bị thay thế bởi các loại cối.
Thời cổ ở phương Đông, người ta còn gọi sơn pháo là các pháo lắp ráp tại chỗ, thường đặt cố định những nơi dễ phòng thủ, như núi cao. Ví dụ về sơn pháo ngày đó như các máy bắn đá lớn, bắn đạn sát thương như bom lửa, bom phá, đá...

## Đặc điểm

Một khẩu sơn pháo 75mm đã tham gia Chiến dịch Điện Biên Phủ

Sơn pháo có nòng ngắn, tầm gần, nhồi ít thuốc súng. Tỷ lệ cỡ nòng sơn pháo như súng cối ngày nay. Sơn pháo có đôi bánh xe bò lớn, thường là giá cứng, có thể có hoặc không lá chắn nhỏ. Những sơn pháo đầu tiên nạp đạn đầu nòng như súng cối. Những sơn pháo cuối cùng thường nặp đạn sau, có khối lùi và lá chắn, nòng xoắn.
Thông thường sơn pháo có cỡ nòng từ 37 mm đến 75 mm, nặng khoảng dưới 1 tấn, tầm bắn 3–5 km. Ngày nay tầm bắn này có cối 82 mm bắn đạn sát thương, các súng chống tăng bắn đạn xuyên và tên lửa có điều khiển. Những cối bắn góc thấp như W84 82 mm Trung Quốc chức năng y hệt sơn pháo.
Sơn pháo rất gọn nhẹ, có thể kéo bằng người hay súc vật trong thời kỳ cơ giới chưa phát triển, thuận tiện dùng cho các trận đánh trên núi. Sơn pháo có thể bắn mục tiêu nhìn thấy như pháo tấn công hiện nay, cũng có thể bắn gián tiếp qua trinh sát pháo như lựu pháo hỗ trợ ngày nay.

## Sử dụng
Trong thế kỷ 19 người ta tìm được cách bắn đạn trái phá góc thấp, nhồi nhiều thuốc nổ, thay thế cho các pháo đập đất howitzer, từ đó sinh ra nhiều loại lựu pháo. Sơn pháo cũng vai trò như pháo dã chiến (field gun) trước thế kỷ 19, loại súng di theo trận đánh hỗ trợ bán sát (ngày nay từ này dùng chỉ pháo hỗ trợ bắn gián tiếp, lựu pháo nòng dài). Điều này rất quan trọng trong thời thông tin còn chậm và ít.
Sơn pháo chỉ được dùng nhiều đến Thế chiến thứ nhất, sau đó các nước tiên tiến ít sản xuất. Những phát triển trực tiếp sau của sơn pháo là lựu pháo nòng ngắn và súng cối. Người ta cũng dùng nhiều súng không giật cho những vị trí của sơn pháo trước đây.
Một số sơn pháo vẫn được dùng trong Thế chiến thứ hai nhưng rất kém. Quân đội Nhân dân Việt Nam sử dụng sơn pháo rất nhiều trong Chiến tranh Đông Dương. Lúc đó sơn pháo thường dùng bắn thẳng phá công sự vững chắc. Có lẽ vì vậy, sơn pháo vẫn được trung bầy trong Bảo tàng lịch sử quân sự Việt Nam, bên cạnh những súng cùng thời.
Khẩu sơn pháo đầu tiên Quân đội Nhân dân Việt Nam sử dụng là khẩu tăng cường cho Pháo đài Láng nửa tháng sau ngày Toàn quốc kháng chiến, pháo 75 mm nhẹ có một ô tô kéo. Sau này, khẩu pháo bị bỏ lại khi rút đi. Đến cuối Kháng chiến chống Pháp, Quân đội Nhân dân Việt Nam có khá nhiều sơn pháo các loại, lúc đó sơn pháo là loại pháo chủ yếu.
Sơn pháo của Quân đội Nhân dân Việt Nam được loại bỏ sau Hòa bình lập lại, một phần vì nhược điểm nòng quá ngắn, một phần vì đây là pháo dùng đạn phương Tây, rất khó cung cấp.

## Danh sách sơn pháo sử dụng bởi một vài nước

#### Afghanistan
- Skoda 105 mm Model 1939 (variant)

#### Albania
- Canon de 65 M(montagne) modele 1906

#### Áo-Hung
- Skoda 75 mm Model 15

#### Bỉ
- Canon de 75 modele 1934

#### Bulgaria
- Skoda 75 mm Model 15

#### Tiệp Khắc
- Skoda 75 mm Model 15
- Skoda 75 mm Model 1928
- Skoda 75 mm Model 1936
- Skoda 75 mm Model 1939
- Skoda 90 mm Model 1928
- Skoda 100 mm Model 1916
- Skoda 100 mm Model 16/19
- Skoda 105 mm Model 16/19
- Skoda 105 mm Model 1939
- Skoda 150 mm Model 1918

#### Phần Lan
- 75 mm Schneider-Danglis 06/09

#### Pháp
- Canon de 65 M(montagne) modele 1906
- Canon de 75 M(montagne) modele 1919 Schneider
- Canon de 75 M(montagne) modele 1928
- Canon de 76 M(montagne) modele 1909 Schneider
- Canon Court de 105 M(montagne) modele 1909 Schneider
- Canon Court de 105 M(montagne) modele 1919 Schneider
- Canon Court de 105 M(montagne) modele 1928 Schneider

#### Đức
- 2 cm Gebirgsflak 38
- 6.5 cm Gebirgskanone 221(f)
- 7.5 cm leichte Gebirgsinfantriegeschutz 18
- 7.5 cm Gebirgskanone Model 1911
- 7.5 cm Gebirgskanone Model 1919
- 7.5 cm Gebirgskanone 15
- 7.5 cm Gebirgskanone 28
- 7.5 cm Gebirgskanone 228(b)
- 7.5 cm Gebirgskanone 237(f)
- 7.5 cm Gebirgskanone 238(f)
- 7.5 cm Gebirgskanone 247(n)
- 7.5 cm Gebirgskanone 259(i)
- 7.5 cm Gebirgskanone 283(j)
- 7.5 cm Gebirgskanone 285(j)
- 7.62 cm Gebirgskanone 293(r)
- 7.62 cm Gebirgskanone 307(r)
- 10 cm Gebirgshaubitze 16/16(i)/16(ö)/16(t)
- 10 cm Gebirgshaubitze 16/19(t)
- 10.5 cm Gebirgshaubitze(t)
- 10.5 cm Gebirgshaubitze 18(t)
- 10.5 cm leichtes Gebirgshaubitze 322(f)
- 10.5 cm leichtes Gebirgshaubitze 323(f)
- 10.5 cm leichtes Gebirgshaubitze 329(j)
- 10.5 cm Gebirgshaubitze 343(r)

#### Hy Lạp
- Canon de 65 M(montagne) modele 1906
- 75 mm Schneider-Danglis 06/09
- Canon de 75 M(montagne) modele 1919 Schneider

#### Iran
- Skoda 75 mm Model 1939

#### Ý
- Obice da 75/13
- Obice da 100/17 modello 16
- Skoda 100 mm Model 16/19
- OTO Melara Mod 56

#### Ba Lan
- Canon de 65 M(montagne) modele 1906
- Canon de 75 M(montagne) modele 1919 Schneider
- Canon de 75 M(montagne) modele 1928
- Skoda 100 mm Model 1916

#### România
- Skoda 75 mm Model 15
- Skoda 75 mm Model 1939
- Skoda 105 mm Model 1939

#### Nga
- 76.2 mm Model 1909
- 76.2 mm Model 1938
- 105 mm 1909S

#### Thổ Nhĩ Kỳ
- Skoda 75 mm Model 15
- Skoda 100 mm Model 1916(T)
- Skoda 100 mm Model 16/19

#### Anh
- 2.95 inch QF Mountain gun
- 3.7 inch Mountain Howitzer

#### Nam Tư
- Canon de 75 M(montagne) modele 1919 Schneider
- Skoda 75 mm Model 1928
- Skoda 90 mm Model 1928
- Skoda 100 mm Model 1916